# ウーファー
ウーファーあるいはウーハー（英語: Woofer）とは、低音再生を担当するスピーカーユニットである。

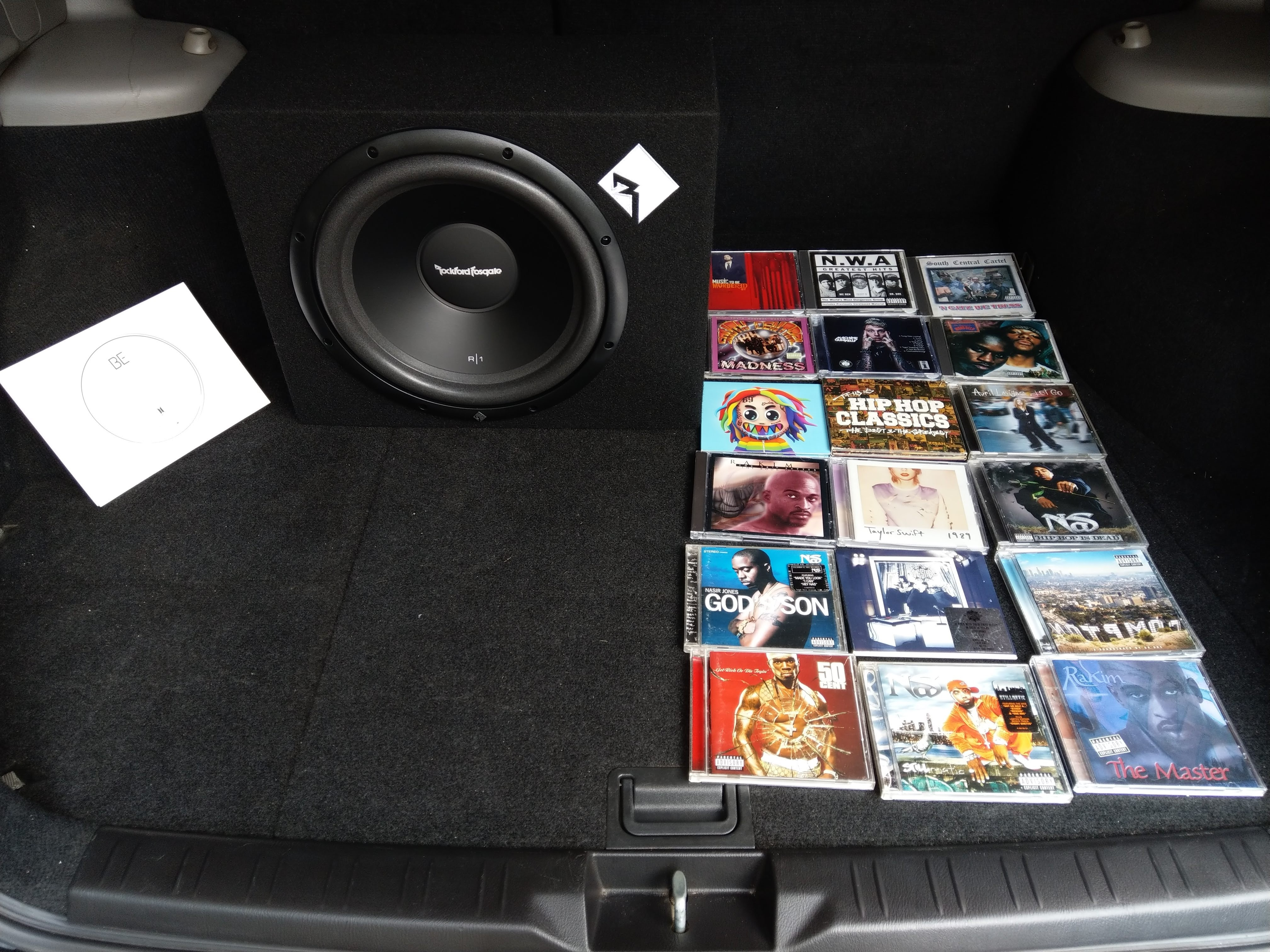
Woofer box(Rock Ford)

## 概要
2ウェイ（ツイーターと組み合わせて高音・低音に分割）、あるいは3ウェイ（ツイーター・スコーカーと組み合わせて高音・中音・低音に3分割）のスピーカーシステムにおいて、低音域を受け持つスピーカーユニットをウーファー、あるいはウーハーと呼ぶ。
名称は大型犬やオオカミ、ライオン、トラなどの唸り声から付けられた。
振幅の大きい低音域に特化するため、エッジやダンパーなどの振動系のストロークは大きくとられ、口径を大きくする事で低ひずみ・大音圧を確保して迫力のある低音を再生する。

## サブウーファー
上記の3ウェイよりも更にユニットが受け持つ帯域を分割し、低音を再生するほうをウーファー、超低域を再生するほうのユニットをサブウーファーもしくはスーパーウーファーと称する事もある。この程度の帯域になると、人間の聴覚では定位がはっきりしなくなるので、ステレオ再生の場合であっても設置位置は比較的自由であり、車載用オーディオや小型にまとめる必要があるホームシアターではメインのウーファーとは別に設置される。
またフルレンジユニットで高音から低音まで再生する場合に、より低音を加える時にも、より低音を再生するほうのユニットをサブウーファーと称する事が多い（ウーファーと称する事もある）
ポータブルオーディオやパソコン向けのアクティブスピーカーでは電気的に低音を増幅する回路を有する場合もあるが、筐体が小さいため先天的に低音が弱く、機種によってはサブウーファーを標準またはオプションで設定して、低音を補強する。
なお、ホームシアターシステムでよく使われるドルビーデジタルなどにおいては、5.1chや2.1chとして、メインのスピーカー以外にサブウーファーを0.1chとして付加する場合があるが、これはLFEといって、メインのスピーカーとは別チャンネルで低音を付加するものである。メインのスピーカーで再生すべき音の帯域を分割するものとは異なるので、留意が必要である。

## ミッドバス
中低音を再生するユニットをミッドバス、低音を再生するユニットをウーファーと呼び、帯域を分ける場合もある。どの周波数なら中低音／低音という分割になり、あるいは低音／超低音という分割になるのかの、明確な区分は存在しない。ただ、ミッドバス・ウーファーの場合は同一筐体に取り付けられており、ウーファー・サブウーファーの場合のように、別筐体に設置される事は無い。